# Juan Garrido Herráez
Juan Garrido Herraez (Albacete) alcalde de Albacete entre 1995 y 1999

## Biografía
Nacido el 2 de septiembre de 1951 en Albacete, ejerció como funcionario de la Seguridad Social desde 1976. En 1982 se afilió a Alianza Popular. 
Tras haber sido portavoz en la oposición del Partido Popular en el Ayuntamiento de Albacete, en las elecciones del 28 de mayo de 1995 fue el candidato del partido a la alcaldía de Albacete, cargo por el que compitió con la candidata del PSOE, Matilde Valentín, y a las que no se presentaba la anterior alcaldesa, Carmina Belmonte. El PP ganó las elecciones, obteniendo mayoría absoluta (15 concejales), frente a los 8 concejales del PSOE y los 4 de IU. De ese modo, Juan Garrido se convirtió en el primer alcalde de Albacete del Partido Popular.
Fue elegido senador por la provincia de Albacete en las elecciones generales del 3 de marzo de 1996, cargo que asumió el 27 de marzo, y abandonó el 18 de enero de 2000.
Se presentó a la reelección en las elecciones del 13 de junio de 1999, en las que fue derrotado por Manuel Pérez Castell, del PSOE, quien fue investido nuevo alcalde de la ciudad. En dichas elecciones, el PSOE obtuvo 13 concejales y el 44,63 % de los votos, y el PP 12 concejales y el 41,93 % de los votos. Tras ello,
se retiró de la vida política. Está casado y tiene dos hijos.